# 普賢寺多寶塔
普賢寺多寶塔，又名為普賢寺四角九層塔，是一座位於朝鮮平安北道香山郡妙香山普賢寺的佛塔，是該國的國寶之一。佛塔建於1044年，6米高，共有9層，其中的3層被遷至平壤的朝鮮中央歷史博物館展示。

## 結構
普賢寺多寶塔由灰色的花崗岩砌成。在9層的塔身下為兩層的基座，每邊長3.55米，雕有蓮花圖案。塔身的每層高度和寬度也是從下而上地遞減。此外，佛塔的每層都有一個斜頂。

## 資料來源
1. 1 2 3  "普賢寺多寶塔" 《今日朝鮮》2017.12 P.49